# Lucius Verulanus Severus
Lucius Verulanus Severus war ein römischer Senator und Militär unter Kaiser Nero.
Im Jahr 60 n. Chr. diente Verulanus Severus als Legatus legionis unter dem Kommando des Gnaeus Domitius Corbulo in Armenien. Tacitus berichtet in den Annalen, dass er mit Auxiliartruppen vorausgesandt wurde, um gegen Tiridates I., den parthischen König von Armenien, vorzugehen. Diese Mission war Teil von Corbulos umfassender Strategie, die römische Kontrolle in der Region zu festigen und den parthischen Einfluss im Rahmen eines Römisch-Parthischen Kriegs zurückzudrängen.
Im Jahr 62 wurde Verulanus Severus erneut in einer wichtigen militärischen Operation eingesetzt. Gemeinsam mit Marcus Vettius Bolanus und zwei Legionen wurde er zur Unterstützung von Tigranes VI. entsandt, dem von Rom eingesetzten König von Armenien. Tacitus beschreibt, dass diese Maßnahme darauf abzielte, Tigranes gegen parthische Angriffe zu stärken und die römische Präsenz in Armenien zu sichern.
Schließlich war Verulanus Severus im Jahr 67 Suffektkonsul.